# 二ノ宮敬宇
二ノ宮 敬宇（にのみや よしたか、1952年9月5日 - ）は、日本中央競馬会 (JRA) ・美浦トレーニングセンターに所属していた元調教師。神奈川県川崎市出身。東京農業大学卒業。

## 来歴
高校大学時代は馬術部に所属していた。大学時代はアメリカ競馬も見たという。大学卒業後は川崎市内でサラリーマンとして働いていた。
1978年、美浦・橋本輝雄厩舎の調教助手となり、ホースマンとしてのスタートを切る。
助手としての代表馬は1987年の東京優駿を制したメリーナイスで、同厩舎の屋台骨を支える敏腕として活躍。
1990年、調教師免許を取得し厩舎を開業する。8度目の挑戦での合格であった。
1994年、優秀調教師賞 （関東） を初めて受賞する。
1998年、第32回共同通信杯4歳ステークスをエルコンドルパサーが制しJRA重賞初勝利を挙げる。しかし積雪の影響でグレード格付けはなかった。第3回NHKマイルカップもエルコンドルパサーで制しJRAGI初勝利を挙げる。
1999年、フランスのサンクルー大賞をエルコンドルパサーが制し、日本国外GI初勝利を挙げる。
2010年、宝塚記念をナカヤマフェスタで制し、初のグランプリ制覇となる。
2014年12月14日、第66回阪神ジュベナイルフィリーズをショウナンアデラで制する。
2005年以降、中央競馬の重賞レースを13年連続で勝利している。
2018年2月28日付けで調教師を勇退することになった。

## 調教師成績
|            | 日付          | 競馬場・開催  | 競走名         | 馬名               | 頭数 | 人気 | 着順 |
| ---------- | ------------- | ------------- | -------------- | ------------------ | ---- | ---- | ---- |
| 初出走     | 1990年3月4日  | 2回福島7日3R  | 3歳未勝利      | サーペンサカエ     | 16頭 | 14   | 14着 |
| 初勝利     | 1990年9月29日 | 4回中山7日4R  | 3歳未勝利      | ハーバーグレイス   | 14頭 | 8    | 1着  |
| 重賞初出走 | 1992年9月20日 | 2回函館6日8R  | タマツバキ記念 | タカラアタック     | 13頭 | 11   | 6着  |
| 重賞初勝利 | 1998年2月15日 | 1回東京6日11R | 共同通信杯4歳S | エルコンドルパサー | 9頭  | 1    | 1着  |
| GI初出走   | 1997年11月2日 | 5回京都2日10R | 菊花賞         | ダイワオーシュウ   | 18頭 | 7    | 2着  |
| GI初勝利   | 1998年5月17日 | 2回東京8日11R | NHKマイルC     | エルコンドルパサー | 17頭 | 1    | 1着  |

## 主な管理馬
※括弧内は当該馬の優勝重賞競走、太字はGI級競走。
- エルコンドルパサー（1998年共同通信杯4歳ステークス、ニュージーランドトロフィー4歳ステークス、NHKマイルカップ、ジャパンカップ、1999年イスパーン賞2着、サンクルー大賞、フォワ賞、凱旋門賞2着）
- ザカリヤ（1999年ニュージーランドトロフィー4歳ステークス、NHKマイルカップ2着）
- ダイワカーリアン（2000年東京新聞杯、札幌記念、富士ステークス）
- スシトレイン
- ホオキパウェーブ（2005年オールカマー）
- ロフティーエイム（2006年福島牝馬ステークス）
- ショウナンタレント（2007年フラワーカップ）
- ショウナンアルバ（2008年共同通信杯）
- ナカヤマフェスタ （2008年東京スポーツ杯2歳ステークス、2009年セントライト記念、2010年宝塚記念、凱旋門賞2着）
- アクシオン（2009年鳴尾記念、2010年中山金杯）
- ゴールデンダリア（2010年新潟大賞典）
- サンクスノート（2010年京王杯スプリングカップ）
- ナカヤマナイト（2011年共同通信杯、2012年オールカマー、2013年中山記念）
- ブリッツェン（2011年ダービー卿チャレンジトロフィー）
- レインボーダリア（2012年エリザベス女王杯）
- ショウナンアデラ（2014年阪神ジュベナイルフィリーズ）
- キャットコイン（2015年クイーンカップ）[2]
- ディーマジェスティ（2016年共同通信杯、皐月賞、セントライト記念）
- ロックディスタウン （2017年札幌2歳ステークス）

### 表彰
- 優秀調教師賞 （関東。1994年、1998年、2002年）

## おもな厩舎所属者
※太字は門下生。括弧内は厩舎所属期間と所属中の職分。
- 堀宣行（1991年-2002年 調教助手）
- 三浦堅治（2006年-2018年 調教助手）
- 堀内岳志(2003年-2018年 調教助手)
- 鷹野宏史（2008年-2010年 騎手）
- 平野優（2010年-2017年 騎手）